# Lheebroek
Lheebroek is een buurtschap in de gemeente Westerveld, in de Nederlandse provincie Drenthe. Lheebroek telt ruim 100 inwoners. Het is gelegen ten noordoosten van Dwingeloo en Lhee.
Het wordt ook wel een dorp of gehucht genoemd maar valt qua adressering onder Dwingeloo. Lheebroek is van oorsprong een esdorpje dat is ontstaan in de 14e eeuw. Het is ontstaan vanuit het esdorp Lhee. Broek duidt op de oorspronkelijke aanwezigheid van moerassige gronden rondom de buurtschap. Lheebroek ligt op een zandrug in het beekdal van de Dwingelerstroom.
In 1381 werd de plaats vermeld als Leerboek en Lederbroke. In de 19e eeuw komen de spellingen LheeBroek en Lhebroek voor.

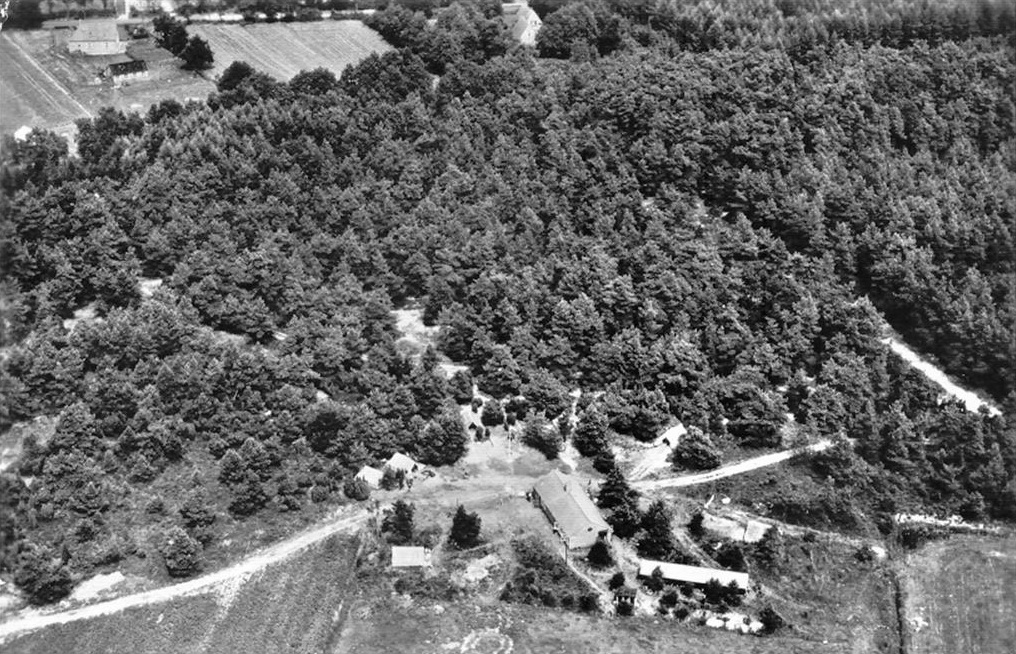
Kamp de Marke in Lheebroek rond 1958

Ten noorden en westen van Lheebroek stroomt de Dwingelerstroom. De graslanden tussen Lheebroek en de Dwingeler stroom worden de Lheedermade genoemd. Vrijwel iedere esdorp beschikt over een made en een es. Ten zuiden van Lheebroek bevindt zich de Lheebroeker-es en het Nationaal Park Dwingelderveld. Van oorsprong bestond de bevolking uit landbouwers die waren verenigd in de boermarke.
Anno 2008 is nog een handvol veehouders actief in Lheebroek. De meeste boerderijen hebben een nieuwe bestemming als burgerwoning. Lheebroek heeft nog een boermarke-organisatie met eigen gronden en werktuigen. Eens per jaar vergaderen de boeren van de marke over de gang van zaken.

## Natuur
Nabij Lheebroek in Nationaal Park Dwingelderveld bevindt zich het Lheebroekerzand. Dit natuurgebied werd in 1906 door Staatsbosbeheer aangekocht en in de eerste decennia van de 20ste eeuw bebost. Het was hiermee een van de eerste nieuwe bosgebieden van Drenthe dat voordien bestond uit grote zand- en heidevlakten. In het Lheebroekerzand staat een van de grootste aaneengesloten oppervlakten jeneverbesstruweel van Nederland. Daarnaast bestaat het uit het bosreservaat, heideterreinen en een vennetje genaamd Kliploo. (in de volksmond Kipelo)

## Recreatie
In het gebied rond Lheebroek is een met oranje paaltjes gemarkeerde wandelroute uitgezet door Staatsbosbeheer, een tweede wandelroute begint bij camping Meistershof en er is een knapzakroute. Te Lheebroek zijn twee recreatiebedrijven gevestigd, Camping de Meistershof en Taribush.